# ギンガムチェック
「ギンガムチェック」（Gingham Check）は日本の女性アイドルグループ・AKB48の楽曲。楽曲は秋元康により作詞、板垣祐介により作曲されている。2012年8月29日にAKB48のメジャー27作目のシングルとしてキングレコードから発売された。
楽曲のリリースに先駆けて『AKB48 27thシングル 選抜総選挙』が行われており、「ギンガムチェック」はこの総選挙で上位16位までに入ったメンバーにより歌唱されている。センターは同総選挙で1位となった大島優子で、シングル表題曲のセンターポジションは「ヘビーローテーション」以来2年ぶり2回目となった。

## 背景とリリース
AKB48の27thシングルに関する告知は、2012年3月25日にさいたまスーパーアリーナで開催されたコンサートにおいて『AKB48 27thシングル 選抜総選挙』の開催の告知という形で行われた。この総選挙は、27枚目のシングルに収録される楽曲を歌うメンバーをファンからの投票によって選抜するイベントであり、2012年6月6日の開票イベントにおける投票結果の確定により選抜メンバーが決定した。
開票イベントでは、シングルの発売日が2012年8月29日となる旨も発表された。「ギンガムチェック」という楽曲タイトルは、同年7月14日にTBS系列で放送された音楽特番『音楽の日』において明らかにされ、楽曲が同番組において初披露された。
楽曲のシングル盤は「Type-A」の「初回限産盤」、「Type-A」の「通常盤」、「Type-B」の「初回限定盤」、「Type-B」の「通常盤」、「劇場盤」の5形態がリリースされた。「劇場盤」以外にはDVDが付属している。特典として、「Type-A」、「Type-B」それぞれの「初回限定盤」には全国握手会イベント参加券1種（全2種）、「Type-A」、「Type-B」それぞれの「通常盤」には生写真1種、「劇場盤」には生写真および「劇場盤発売記念大握手会」参加券が封入されている。
キャッチコピーは「いい曲だなあ… AKBっぽいね」。
選抜メンバーの人数は前作より20人少ない16人。初選抜はゼロで、梅田彩佳が、2011年12月の24thシングル『上からマリコ』以来、8か月（3作）ぶりの選抜復帰となった（じゃんけん選抜・配信限定シングルを除くと、1stシングル『会いたかった』以来の選抜）。前作の選抜メンバーのうち、発売2日前に卒業した前田敦子のほか、阿部マリア、市川美織、入山杏奈、岩田華怜、加藤玲奈、川栄李奈、木﨑ゆりあ、木本花音、倉持明日香、兒玉遥、島崎遥香、島田晴香、城恵理子、高城亜樹、高橋朱里、高柳明音、竹内美宥、山内鈴蘭、山本彩、渡辺美優紀の20人が選抜から外れた。
また、河西智美にとっては、本作がAKB48の最後の選抜入りシングル表題曲となった。

## アートワーク
ジャケットには、曲名にちなんだ清楚な青と白の2色を基調としたギンガムチェックの衣装を着た大島優子はじめ、選抜メンバー16名の写真が使用されている。
| Type-A | 大島優子                               |
| Type-B | 『ギンガムチェック』選抜メンバー全16名 |
| 劇場盤 | 『ギンガムチェック』選抜メンバー全16名 |

## チャート成績
発売前日（集計初日）の2012年8月28日付オリコンデイリーシングルチャートで推定売上枚数約90万7000枚を記録し、初登場1位を記録した。翌8月29日付同チャートでは約10万7000枚を記録し、集計2日目で推定売上枚数の合計が100万枚を超えた。
その後、2012年9月10日付オリコン週間シングルチャートで初登場1位を記録した。AKB48のシングルの1位獲得は『RIVER』から14作連続・通算14作目である。初動売上は約118万2000枚となった。AKB48のシングルがミリオンセラーを達成するのは8作連続・通算9作目（初動のみでの達成は7作連続・通算7作目）であり、2012年の作品に限ると3作目である。これによりAKB48は8連続ミリオンセラー達成はB'z以来、16年3か月ぶりでMr.Childrenと並ぶ2位タイとなった（1位はB'zで13作連続）ほか、史上初となる2年連続での3作以上のミリオンセラーを達成した（2011年は5作達成している）。

## ミュージック・ビデオ

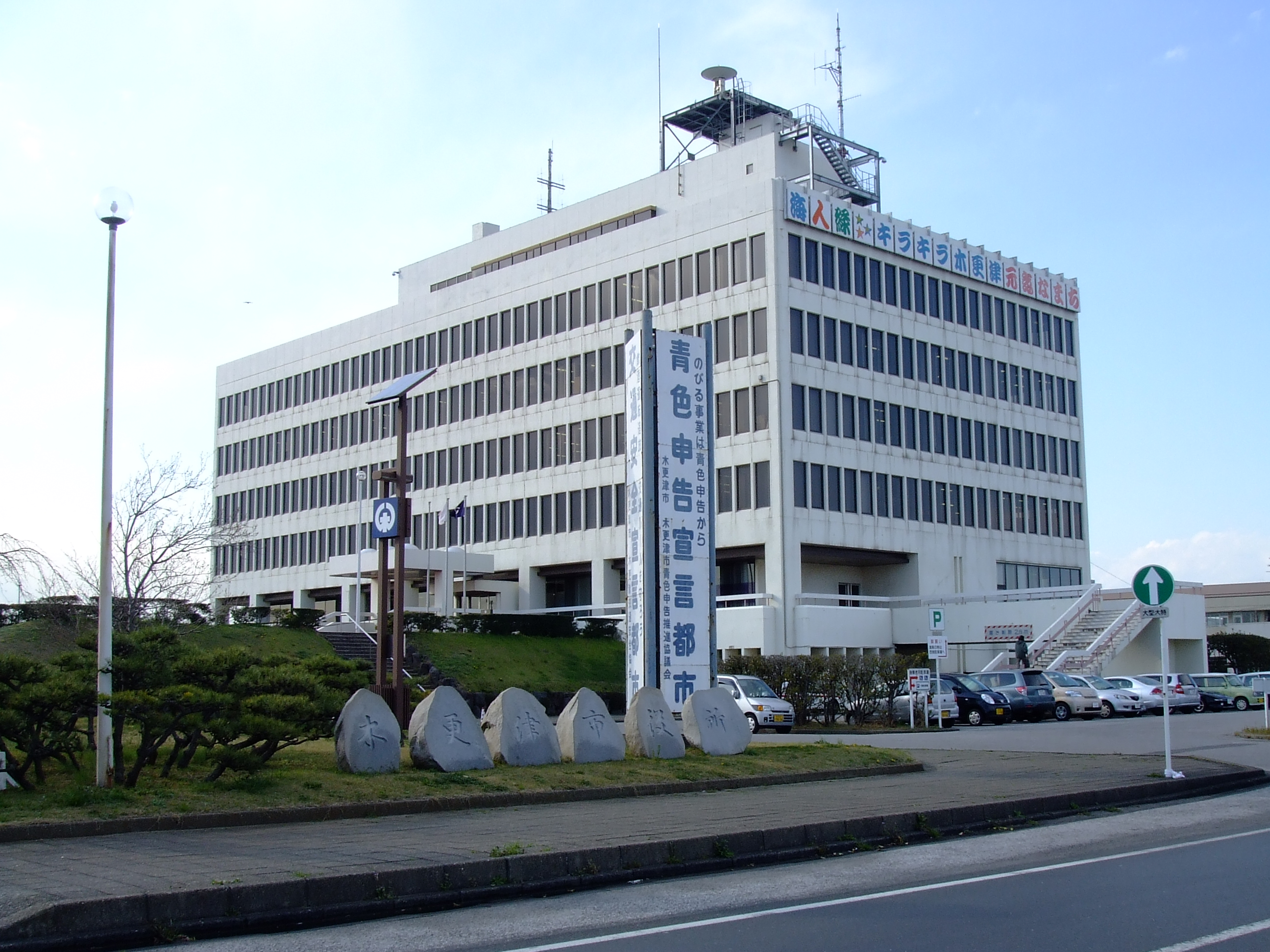
「ギンガムチェック」のMVロケ地となった木更津市役所（千葉県木更津市）

「ギンガムチェック」のミュージック・ビデオ (MV) は、子供の頃から日本のポップカルチャーが好きだったジョセフ・カーンが監督を務めている。AKB48のMVに日本国外の監督が起用されるのは、このビデオが初である。今回のMVは日本のポップカルチャーに対する自身からの感謝のレターかもしれないと、カーンはコメントしている。内容はアクション、ホラー、特撮、ギャングものの4種類のそれぞれ作風の異なる映画の予告編をつなぎ合わせたような内容となっている。『AKB48 27thシングル 選抜総選挙』の奇数順位メンバーによる黒を基調とした衣装を着用した「MOTORGIRLS」と偶数順位メンバーによる赤を基調とした衣装を着用した「CAR DEVILS」のミュージカル風バトルシーンも収められている。刑事役に石黒英雄、1960年代のスーツ姿の男役に武田航平、高校生役に桜田通、警察署長役に中尾彬が出演しているほか、2012年8月27日にAKB48を卒業した前田敦子が警官役で友情出演している。また、特撮シーンの部分は円谷プロダクションの制作協力による撮影であり、街を暴れまわる怪獣としてファイヤーゴルザが登場している。撮影場所は木更津市役所、埼玉県三郷市の中川水循環センター。2012年10月31日発売の28thシングル『UZA』のDVDには、「高橋栄樹監督ver.」による学園ドラマ仕立てのMVが収録されている。

## メディアでの使用
- アパマンショップ『アパマン48キャンペーン』CMソング
- ひかりTV『びみょ〜な扉 AKB48のガチチャレ』CMソング
- UHA味覚糖『ぷっちょ×AKB48』CMソング

## シングル収録トラック

### Type-A
「初回限定盤」と「通常盤」の2種類が存在するが、収録トラックは同一である。
| #         | タイトル                               | 作詞      | 作曲         | 編曲               | 時間  |
| --------- | -------------------------------------- | --------- | ------------ | ------------------ | ----- |
| 1.        | 「ギンガムチェック」                   | 秋元康    | 板垣祐介     | 板垣祐介           | 5:27  |
| 2.        | 「夢の河」                             | 秋元康    | 杉山勝彦     | 杉山勝彦、有木竜郎 | 4:35  |
| 3.        | 「ドレミファ音痴」(ネクストガールズ)   | 秋元康    | 井上ヨシマサ | 井上ヨシマサ       | 4:36  |
| 4.        | 「ギンガムチェック（off vocal ver.）」 |           | 板垣祐介     | 板垣祐介           | 5:27  |
| 5.        | 「夢の河（off vocal ver.）」           |           | 杉山勝彦     | 杉山勝彦、有木竜郎 | 4:35  |
| 6.        | 「ドレミファ音痴（off vocal ver.）」   |           | 井上ヨシマサ | 井上ヨシマサ       | 4:34  |
| 合計時間: | 合計時間:                              | 合計時間: | 合計時間:    | 合計時間:          | 29:14 |

| #  | タイトル                                | 作詞 | 作曲・編曲 | 監督             |
| -- | --------------------------------------- | ---- | ---------- | ---------------- |
| 1. | 「ギンガムチェック」                    |      |            | ジョセフ・カーン |
| 2. | 「夢の河」                              |      |            | 高橋栄樹         |
| 3. | 「ドレミファ音痴」                      |      |            | Yu-ya HARA       |
| 4. | 「27thシングル 選抜総選挙ドキュメント」 |      |            |                  |

DVD

### Type-B
「初回限定盤」と「通常盤」の2種類が存在するが、収録トラックは同一である。
| #         | タイトル                               | 作詞      | 作曲         | 編曲         | 時間  |
| --------- | -------------------------------------- | --------- | ------------ | ------------ | ----- |
| 1.        | 「ギンガムチェック」                   | 秋元康    | 板垣祐介     | 板垣祐介     | 5:26  |
| 2.        | 「なんてボヘミアン」(アンダーガールズ) | 秋元康    | 井上ヨシマサ | 井上ヨシマサ | 3:40  |
| 3.        | 「Show fight !」(フューチャーガールズ) | 秋元康    | 岩崎貴文     | 岩崎貴文     | 3:49  |
| 4.        | 「ギンガムチェック（off vocal ver.）」 |           | 板垣祐介     | 板垣祐介     | 5:26  |
| 5.        | 「なんてボヘミアン（off vocal ver.）」 |           | 井上ヨシマサ | 井上ヨシマサ | 3:40  |
| 6.        | 「Show fight !（off vocal ver.）」     |           | 岩崎貴文     | 岩崎貴文     | 3:48  |
| 合計時間: | 合計時間:                              | 合計時間: | 合計時間:    | 合計時間:    | 25:49 |

| #  | タイトル                                                    | 作詞 | 作曲・編曲 | 監督             |
| -- | ----------------------------------------------------------- | ---- | ---------- | ---------------- |
| 1. | 「ギンガムチェック」                                        |      |            | ジョセフ・カーン |
| 2. | 「なんてボヘミアン」                                        |      |            | 中村太洸         |
| 3. | 「Show fight!」                                             |      |            | 丸山健志         |
| 4. | 「AKB48グループメンバーによる『自撮り講座・釣り講座』」     |      |            |                  |
| 5. | 「AKB48グループメンバーによる『自撮り釣り写真ギャラリー』」 |      |            |                  |

### 劇場盤
| #         | タイトル                                 | 作詞      | 作曲      | 編曲               | 時間  |
| --------- | ---------------------------------------- | --------- | --------- | ------------------ | ----- |
| 1.        | 「ギンガムチェック」                     | 秋元康    | 板垣祐介  | 板垣祐介           | 5:27  |
| 2.        | 「夢の河」                               | 秋元康    | 杉山勝彦  | 杉山勝彦、有木竜郎 | 4:35  |
| 3.        | 「あの日の風鈴」(ウェイティングガールズ) | 秋元康    | 杉山勝彦  | 杉山勝彦、有木竜郎 | 4:26  |
| 4.        | 「ギンガムチェック（off vocal ver.）」   |           | 板垣祐介  | 板垣祐介           | 5:27  |
| 5.        | 「夢の河（off vocal ver.）」             |           | 杉山勝彦  | 杉山勝彦、有木竜郎 | 4:35  |
| 6.        | 「あの日の風鈴（off vocal ver.）」       |           | 杉山勝彦  | 杉山勝彦、有木竜郎 | 4:26  |
| 合計時間: | 合計時間:                                | 合計時間: | 合計時間: | 合計時間:          | 28:55 |

## 選抜メンバー
かっこ内は「AKB48 27thシングル 選抜総選挙」における順位。
- 板野友美（8位）
- 梅田彩佳（16位）
- 大島優子（1位）
- 河西智美（12位）
- 柏木由紀（3位）
- 北原里英（13位）
- 小嶋陽菜（7位）
- 指原莉乃（4位） [注釈 2]
- 篠田麻里子（5位）
- 高橋みなみ（6位）
- 松井珠理奈（9位） [注釈 3]
- 松井玲奈（10位） [注釈 4]
- 峯岸みなみ（14位）
- 宮澤佐江（11位）
- 横山由依（15位）
- 渡辺麻友（2位）

## 収録アルバム
- 次の足跡
- 0と1の間

## JKT48によるカバー
AKB48の姉妹グループであるJKT48は、本楽曲を「Gingham Check」というタイトルでカバーしている。このカバー曲は、グループの6作目のシングルとして2014年6月11日にHits Recordsから発売された。
歌詞はサビの決め台詞以外は秋元の詞をインドネシア語に翻訳したものとなっている。楽曲のリリースに先駆けて「JKT48 6thシングル選抜総選挙」が行われており、「Gingham Check」はこの総選挙で上位16位までに入ったメンバーにより歌唱されている。楽曲のセンターポジションはメロディー・ヌランダニ・ラクサニ。
シングル盤は通常盤と劇場盤がある。特典として通常盤には選抜メンバー生写真1枚（16種の中から1枚がランダムに封入）とメンバー直筆メッセージカード、劇場盤にはトランプカード、個別握手券1枚（JKT48劇場で購入のみ）と“Call Gingham Check”カード（ALFA MIDI、LAWOSNで購入のみ）が封入されている。通常盤には「ギンガムチェック」を英語でカバーしたバージョンも収録されている。また、通常盤については、インドネシアでのリリース後に日本向け特別盤がリリースされることとなり、こちらは特典として選抜メンバー生写真1枚（16種の中から1枚がランダムに封入）に加え、仲川遥香の生写真1枚が封入されている。

### アートワーク
ジャケットの写真のメンバーの割り振りは下表のとおり。
| 通常盤 表 | 仲川遥香、メロディー・ヌランダニ・ラクサニ、ジェシカ・フェランダ |
| 劇場盤 表 | 仲川遥香、メロディー・ヌランダニ・ラクサニ、ジェシカ・フェランダ |

### シングル収録トラック

#### 通常盤
| #         | タイトル                                                     | 作詞      | 作曲         | 編曲         | 時間  |
| --------- | ------------------------------------------------------------ | --------- | ------------ | ------------ | ----- |
| 1.        | 「Gingham Check」                                            | 秋元康    | 板垣祐介     | 板垣祐介     | 5:25  |
| 2.        | 「Utsukushii Inazuma - Kilat yang Indah -」                  | 秋元康    | 福田貴史     | 佐々木裕     | 4:43  |
| 3.        | 「Kondo Koso Ecstasy - Kali ini Ecstasy -」                  | 秋元康    | 井上ヨシマサ | 井上ヨシマサ | 3:17  |
| 4.        | 「Boku wa Ganbaru - Aku Akan Berjuang -」                    | 秋元康    | 森脇正敏     | 森脇正敏     | 4:29  |
| 5.        | 「Sakura no Hanabiratachi - Kelopak-kelopak Bunga Sakura -」 | 秋元康    | 上杉洋史     | 樫原伸彦     | 5:17  |
| 6.        | 「Gingham Check - English Version -」                        | 秋元康    | 板垣祐介     | 板垣祐介     | 5:23  |
| 合計時間: | 合計時間:                                                    | 合計時間: | 合計時間:    | 合計時間:    | 28:34 |

| #  | タイトル                                          | 作詞 | 作曲・編曲 |
| -- | ------------------------------------------------- | ---- | ---------- |
| 1. | 「Gingham Check Music Video」                     |      |            |
| 2. | 「Gingham Check Music Video Behind The Scenes」   |      |            |
| 3. | 「Pemilihan Member Single ke-6 Behind the Scene」 |      |            |

#### 劇場盤
| #         | タイトル                                                     | 作詞      | 作曲         | 編曲         | 時間  |
| --------- | ------------------------------------------------------------ | --------- | ------------ | ------------ | ----- |
| 1.        | 「Gingham Check」                                            | 秋元康    | 板垣祐介     | 板垣祐介     | 5:25  |
| 2.        | 「Utsukushii Inazuma- Kilat yang Indah -」                   | 秋元康    | 福田貴史     | 佐々木裕     | 4:43  |
| 3.        | 「Kondo Koso Ecstasy - Kali ini Ecstasy -」                  | 秋元康    | 井上ヨシマサ | 井上ヨシマサ | 3:17  |
| 4.        | 「Boku wa Ganbaru - Aku Akan Berjuang -」                    | 秋元康    | 森脇正敏     | 森脇正敏     | 4:29  |
| 5.        | 「Sakura no Hanabiratachi - Kelopak-kelopak Bunga Sakura -」 | 秋元康    | 上杉洋史     | 樫原伸彦     | 4:29  |
| 合計時間: | 合計時間:                                                    | 合計時間: | 合計時間:    | 合計時間:    | 23:11 |

### 選抜メンバー
かっこ内は「JKT48 6thシングル選抜総選挙」における順位。
- アヤナ・シャハブ（14位）
- ガイダ・ファリシャ（9位）
- ジェシカ・ファニア（16位）
- ジェシカ・フェランダ（2位）
- ジェニファー・ハンナ（15位）
- シャニア・ジュニアナタ（4位）
- シンディ・ユフィア（12位）
- タリア（13位）
- デフィ・キナル・プトゥリ（8位）
- 仲川遥香（3位）
- ナビラ・ラトナ・アユ・アザリア（6位）
- フィフィヨナ・アプリアニ（10位）
- ベビー・カエサラ・アナディラ（5位）
- メロディー・ヌランダニ・ラクサニ（1位）
- ラトゥ・フィエンニ・フィトゥリリア（11位）
- リカ・レヨナ（7位）